# Каванья, Марко
| Открытые астероиды: 19 | Открытые астероиды: 19 |
| --- | ---------------------- |
| 7199 Brianza [1] | 28 марта 1994          |
| 7848 Bernasconi [2] | 22 февраля 1996        |
| 8106 Carpino [2] | 23 декабря 1994        |
| 8935 Beccaria [3] | 11 января 1997         |
| 13777 Cielobuio [2] | 20 октября 1998        |
| 16682 Donati [1] | 18 марта 1994          |
| 19287 Paronelli [2] | 22 февраля 1996        |
| 19318 Somanah [4] | 2 декабря 1996         |
| 23571 Zuaboni [5] | 1 января 1995          |
| (31254) 1998 DK23 [6] | 27 февраля 1998        |
| 33035 Pareschi [2] | 27 сентября 1997       |
| (33151) 1998 DY11 [7] | 25 февраля 1998        |
| 35316 Monella [3] | 11 января 1997         |
| (55854) 1996 VS1 [6] | 8 ноября 1996          |
| 69971 Tanzi | 18 ноября 1998         |
| (79382) 1997 GC4 [6] | 8 апреля 1997          |
| (85433) 1997 CJ22 [2] | 13 февраля 1997        |
| (185688) 1997 CC6 [2] | 6 февраля 1997         |
| (185733) 1998 WW30 [2] | 28 ноября 1998         |
| 1. совместно с Вальтер Джульяни 2. совместно с Аугусто Теста 3. совместно с Пьеро Сиколи 4. совместно с Францеско Манка 5. совместно с Emanuelą Galliani 6. совместно с Паоло Кьявенна 7. совместно с Пьеранджело Гецци |                        |

Марко Каванья (итал. Marco Cavagna, 1958 — 9 августа 2005) — итальянский астроном и первооткрыватель астероидов, который последние 20 лет своей жизни работал в обсерватории Сормано. В период с 1994 по 1998 год им совместно с другими итальянскими астрономами было обнаружено в общей сложности 19 астероидов.
Ещё в юности с помощью обычного бинокля он начал проводить свои первые астрономические наблюдения за  кометами, переменными звёздами и покрытиями звёзд различными объектами. В 70-80-х годов Марк был одним из наиболее активных наблюдателей комет.
Но астрономическая деятельность Марко не ограничивалась только полевыми наблюдениями, он также был активным популяризатором астрономии, читал лекции в планетарии Милана и был консультантом комиссии №20 Международного астрономического союза. Марка своим примером, энтузиазм, компетентностью и научным подходом вдохновил многих астрономов-любителей.
Марко Каванья стоит у истоков создания CieloBuio (англ.) в 1989 году, которая занимается световым загрязнением, а также является членом нескольких других астрономических ассоциаций, включая AAVSO.
Умер 9 августа 2005 года от сердечного приступа в возрасте 47 лет. Есть планы назвать новый 60-ти см телескоп обсерватории Сормано в его честь.
В знак признания его заслуг одному из астероидов было присвоено его имя (10149) Каванья.